# Bili Baro
Bili Baro is een bestuurslaag in het regentschap Aceh Utara van de provincie Atjeh, Indonesië. Bili Baro telt 274 inwoners (volkstelling 2010).